# 佐賀県防災航空隊
佐賀県防災航空隊（さがけんぼうさいしょうぼうこうくうたい）とは佐賀県の消防防災ヘリコプター及び防災消防航空隊を運用する組織。
2020年4月に発足。隊員は県内の消防本部から派遣された消防隊員9名で構成される。
任務は救急、救助、消防活動、災害時の偵察救助活動で 佐賀空港を拠点に2021年3月28日から運航が開始される予定。防災ヘリの愛称は県鳥カチガラスが郷土に奇跡をもたらすとの意味を込め「かちどき」と命名。機体番号「JA153L」は県産イチゴ「いちごさん」から取っている。

## 佐賀県防災航空隊の機体性能
| 使用機体     | BK117 D-2                                      |
| 定員         | 10人（標準座席）                               |
| 全長         | 13.64m                                         |
| 全高         | 3.95m                                          |
| ローター直径 | 11.00m（胴体1.73m)                             |
| 空虚重量     | 1,919 kg （4,231 lbs.）                        |
| 最大離陸重量 | 3,700kg (8,157lbs.)                            |
| 動力         | チュルボメカ アリエル 2Eターボシャフトエンジン |
| 最大速度     | 268.54km/h                                     |
| 巡航速度     | 248km/h                                        |
| 航続距離     | 740km                                          |
| 実用上限限度 | 5,485m/ホバリング限界高度 3,445m               |
|              |                                                |

BK117は、川崎重工と独MBB社（現AHD＝エアバス・ヘリコプターズ・ドイツ社、以下エアバス社）が、1977年から国際共同開発を続けてきたヘリコプター。優れた運航・安全性能により警察、消防、報道、さらにドクターヘリとして採用されている。

## 防災航空隊導入までの流れ
45都道府県の各県市、消防組織が防災航空隊を導入し救助や消火活動、災害派遣活動などをしていた中で、佐賀県と沖縄県は防災航空隊、防災ヘリコプターを導入しておらず、ヘリコプターによる救助･患者搬送活動その他活動は他県の防災消防航空隊や陸上自衛隊、航空自衛隊、海上自衛隊、海上保安庁の保有する機体、またはドクターヘリに活動を任せてきた。近年では集中豪雨や地震、津波その他大規模災害で迅速に空から現場に急行し救助活動を行える防災ヘリコプターの重要性が認知されてきており、佐賀県でも防災消防航空隊の導入案が存在し2018年11月に、川崎重工へH145/BK117D-2ヘリコプター1機を発注していた。そんな中、2019年8月に令和元年8月の前線に伴う大雨による記録的な大雨による浸水が原因で杵島郡大町町の佐賀鉄工所大町工場から約5万リットルの油が流出するという災害が発生した。これを最初に確認したのが佐賀県から災害派遣要請を受け上空から災害状況を確認していた熊本県防災消防航空隊の「ひばり」（JA90MT）であり、熊本県防災消防航空隊の報告で佐賀県は初めて油流出の事実を知ったことになる。その後、2021年3月末の運航開始を決定し、配備される隊員は九州各県の防災航空隊で教習を受けるなど着々と準備が進められている。